# Hipodrom Boitsfort

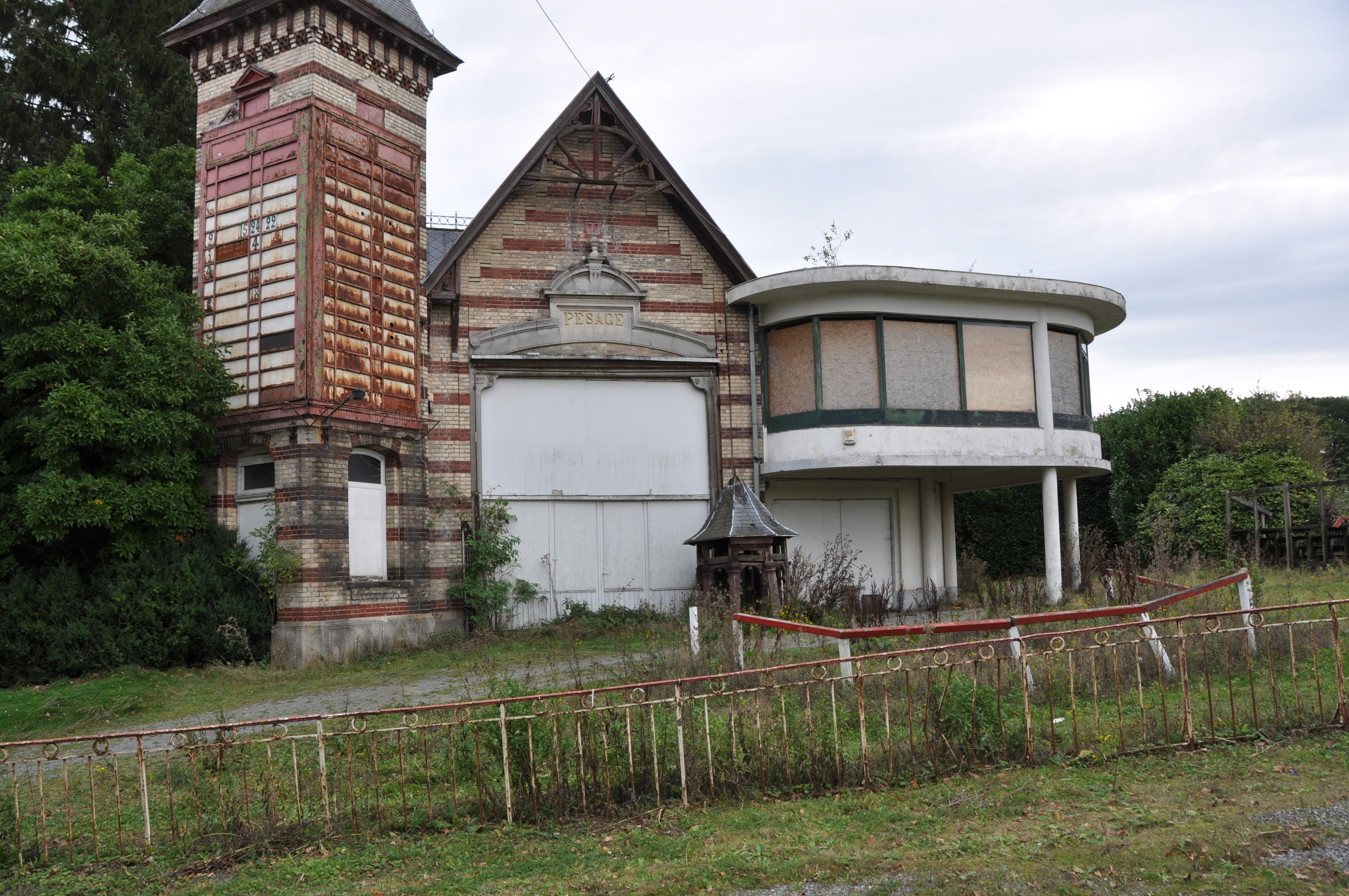
Budovy původního areálu.

Hipodrom Boitsfort (francouzsky Hippodrome de Boitsfort, nizozemsky Renbaan van Bosvoorde) se nachází ve stejnojmenné části bruselského regionu. V rámci belgické metropole se nachází v její jižní části, nedaleko parku Bois de la Cambre a lesa Forêt de Soignes. 
Hipodrom byl vybudován v roce 1875. Ke svému původnímu účelu se v současné době již nepoužívá. Areál z konce 19. století byl modernizován v letech 1920 a 1940. Kromě toho byly v nedalekém lese Forêt de Soignes zbudovány další dráhy, které postupem času zanikly. 
Na závodišti se konaly dostihy soutěže Grand Prix de Bruxelles.
Centrální část areálu slouží od roku 1987 jako golfové hřiště s devíti jamkami. Poté byly stavby hipodromu (tribuny) vystaveny povětrnostním vlivům a chátraly. Obec Watermael-Boitsfort investovala v roce 2016 prostředky do obnovy chátrajícího areálu, který má být součástí okolního parku. Vybudováno zde má být dětské hřiště a sportovní areál.